# Villa Zorayda
La Villa Zorayda o bien el Castillo Zorayda (en inglés:  Zorayda Castle) es una casa histórica en el 83 de la calle King en San Agustín, Florida al sur de Estados Unidos. El edificio se inspiró en una edificación morisca del siglo XII en el Palacio de la Alhambra en Granada, al sur de España. Fue construido por el excéntrico millonario de Boston Franklin W. Smith en 1883 como su casa privada en esa ciudad. El 23 de septiembre de 1993, fue introducido en el Registro Nacional de Lugares Históricos. Es propiedad de exalcalde de San Agustín e inversionista local de bienes raíces Edward Mussallem (y familia).
Franklin W. Smith fue un arquitecto aficionado y experimentador pionero en la construcción con hormigón. Su casa de invierno, Villa Zoraida, fue la primera residencia construida en estilo neomorisco en Florida. 
La villa contiene detalles interiores de lujo, incluyendo un notable trabajo en yeso que busca emular al de la Alhambra en España, además de muebles de madera tropical y la "Sala egipcia ", que incluye una alfombra de 2.400 años de antigüedad. Con los años, este singular edificio se ha utilizado sucesivamente como casa, club privado con comedor, casino, un bar clandestino, cine y un museo.

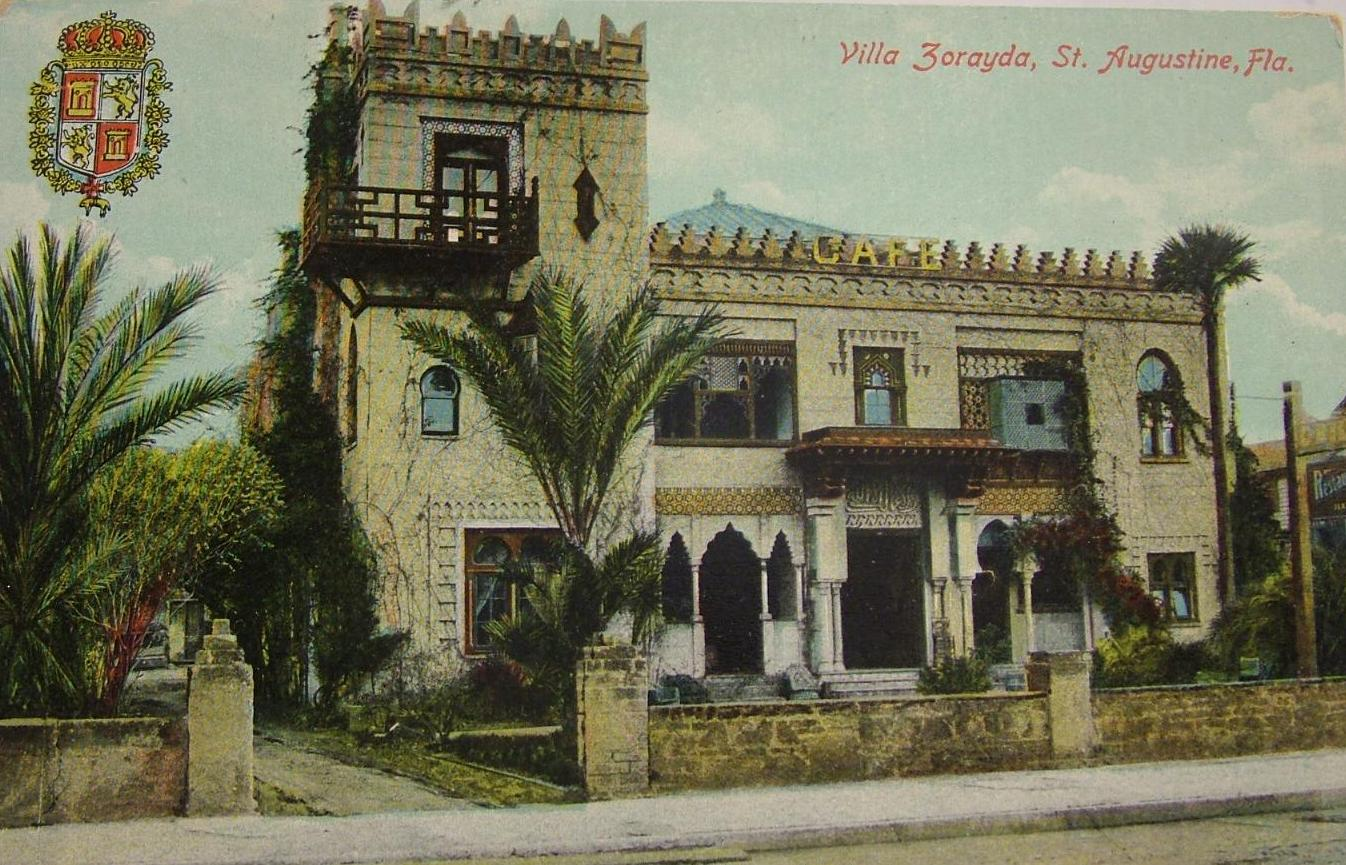
Vista de la mansión en una tarjeta postal de los años 1900.